# Leipzig-Holzhausen järnvägsstation

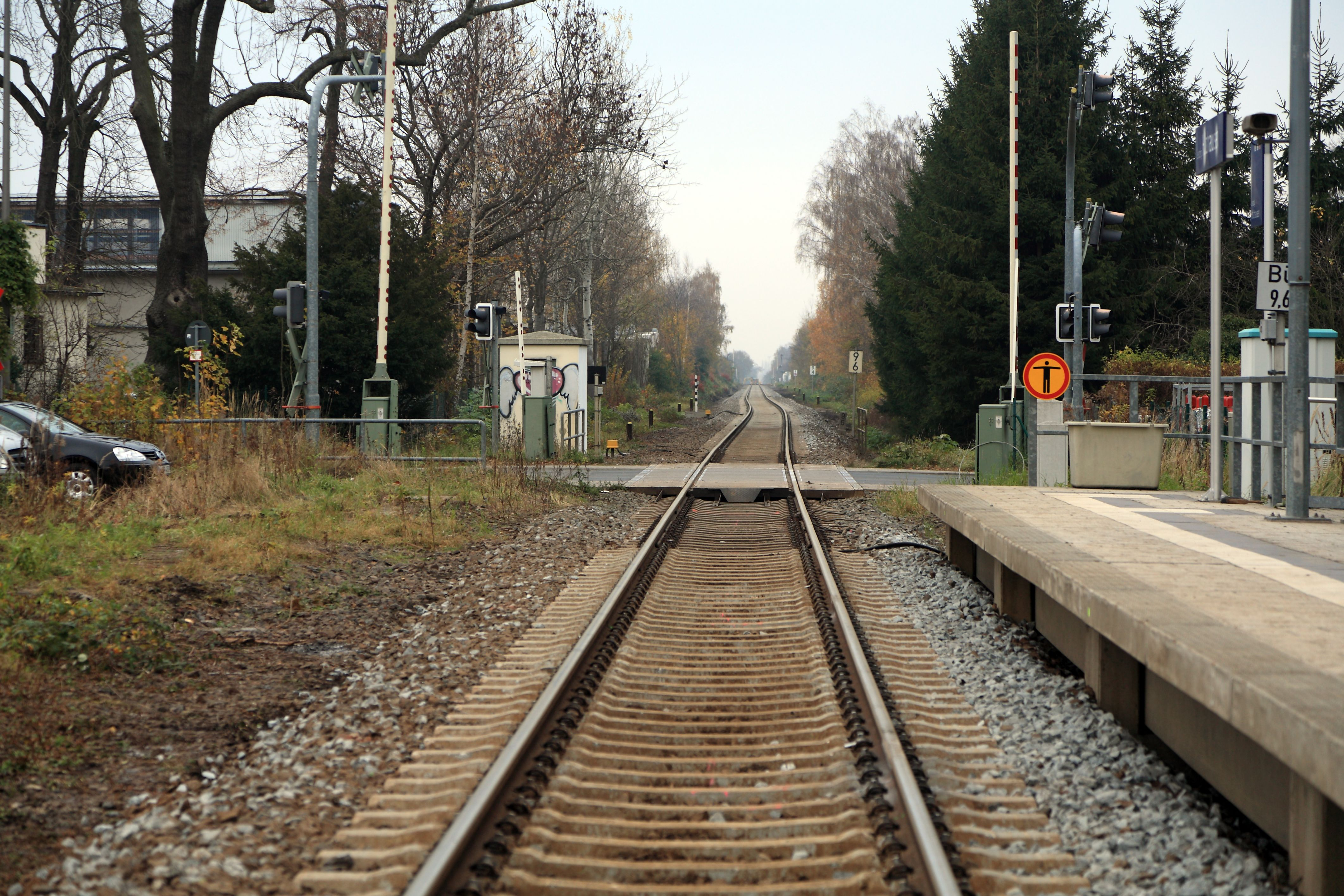
Bild från stationsområdet.

Leipzig-Holzhausen är en järnvägsstation i Leipzig, Tyskland. Stationen ligger på linjen Leipzig–Geithain och trafikeras av regionaltåg.